# Rentador públic de Sant Mori
El Rentador públic de Sant Mori és una obra del municipi de Sant Mori (Alt Empordà) inclosa en l'Inventari del Patrimoni Arquitectònic de Catalunya, situat a llevant del nucli urbà de la població de Sant Mori, a poca distància del poble, al carrer dels Horts.

## Descripció
És una construcció de planta rectangular, amb coberta de dues vessants de teula. Presenta un gran espai central per al safareig, tot i que aquest element actualment no existeix. Es conserven els dos pedrissos d'obra adossats als murs llargs de l'estructura, a manera de bancs. Els murs presenten una successió d'arcs de mig punt bastits amb maons i assentats damunt d'un sòcol arrebossat i pintat. En els murs llargs hi ha sis arcades mentre que en el curt n'hi ha quatre. L'altre mur de curta llargada no hi és, deixant així l'espai obert a manera de porxada. Al costat del recinte hi ha una font encastada al mur, bastida amb maons i rematada amb un coronament triangular motllurat, que forma part del conjunt. Actualment es troba en desús.

## Història
Fora de la vila, en el carrer dels Horts, es troba emplaçat el rentador públic bastit el segle xix. Aquestes construccions eren comunes en la majoria de viles fins a l'arribada de l'aigua corrent a les cases.